# Giuseppe Vicino
Giuseppe Vicino (født 26. februar 1993 i Napoli, Italien) er en italiensk roer og dobbelt verdensmester.
Vicino vandt en bronzemedalje ved OL 2016 i Rio de Janeiro, som del af den italienske firer uden styrmand, der desuden bestod af Domenico Montrone,
Matteo Castaldo og Matteo Lodo. Italienerne kom ind på en tredjeplads i finalen, hvor Storbritannien og Australien sikrede sig guld- og sølvmedaljerne.
Vicino er desuden dobbelt verdensmester. Han vandt guld i firer uden styrmand ved VM 2015 i Frankrig og i toer uden styrmand ved VM 2017 i USA, og vandt desuden en EM-guldmedalje i toer uden styrmand ved EM 2017 i Tjekkiet.

## OL-medaljer
- 2016:  Bronze i firer uden styrmand
- 2020:  Bronze i firer uden styrmand